# Slater (Misuri)
Slater es una ciudad ubicada en el condado de Saline en el estado estadounidense de Misuri. En el Censo de 2010 tenía una población de 1856 habitantes y una densidad poblacional de 496,95 personas por km².

## Geografía
Slater se encuentra ubicada en las coordenadas 39°13′24″N 93°3′55″O / 39.22333, -93.06528. Según la Oficina del Censo de los Estados Unidos, Slater tiene una superficie total de 3.73 km², de la cual 3.73 km² corresponden a tierra firme y (0.14%) 0.01 km² es agua.

## Demografía
Según el censo de 2010, había 1856 personas residiendo en Slater. La densidad de población era de 496,95 hab./km². De los 1856 habitantes, Slater estaba compuesto por el 90.09% blancos, el 6.36% eran afroamericanos, el 0.16% eran amerindios, el 0.43% eran asiáticos, el 0% eran isleños del Pacífico, el 1.19% eran de otras razas y el 1.78% pertenecían a dos o más razas. Del total de la población el 2.59% eran hispanos o latinos de cualquier raza.